# Cabeza de niño
Cabeza de niño es una obra del pintor español Joaquín Sorolla, la obra muestra unos hombros bien delineados a base de pinceladas gruesas en blanco y verde, dan pedestal a un rostro invadido, en parte por el contundente efecto se sombras y luces, tan famoso en el valenciano. Data del periodo de 1870-1900. Esta ejecutado en óleo sobre tabla y mide 16.5 cm de alto por 14.8 cm de ancho.

## Análisis del cuadro
La pintura muestra una sutil mueca de la boca en el carácter del niño. Esta pintura dista un poco de su trabajo que comúnmente presenta, por ejemplo Chicos en la playa, llenos de reflejos de luz. En esta obra pareciera que la fría obscuridad del fondo del lienzo reafirmara la célebre vocación del autor por la representación de la luz. Sorolla, representa distintos matices lumínicos.